# ديفيد جونز (لاعب كرة قدم أمريكية 1985)
ديفيد جونز (بالإنجليزية: David Jones)‏ (و. 1985  م) هو لاعب كرة القدم الأمريكية، من الولايات المتحدة، ولد في غرينفيل، يلعب كظهير خلفي ‏.

## التعليم
تعلم في Greenville Senior High School (Greenville, South Carolina) ‏.